# Michel Carré (Librettist)

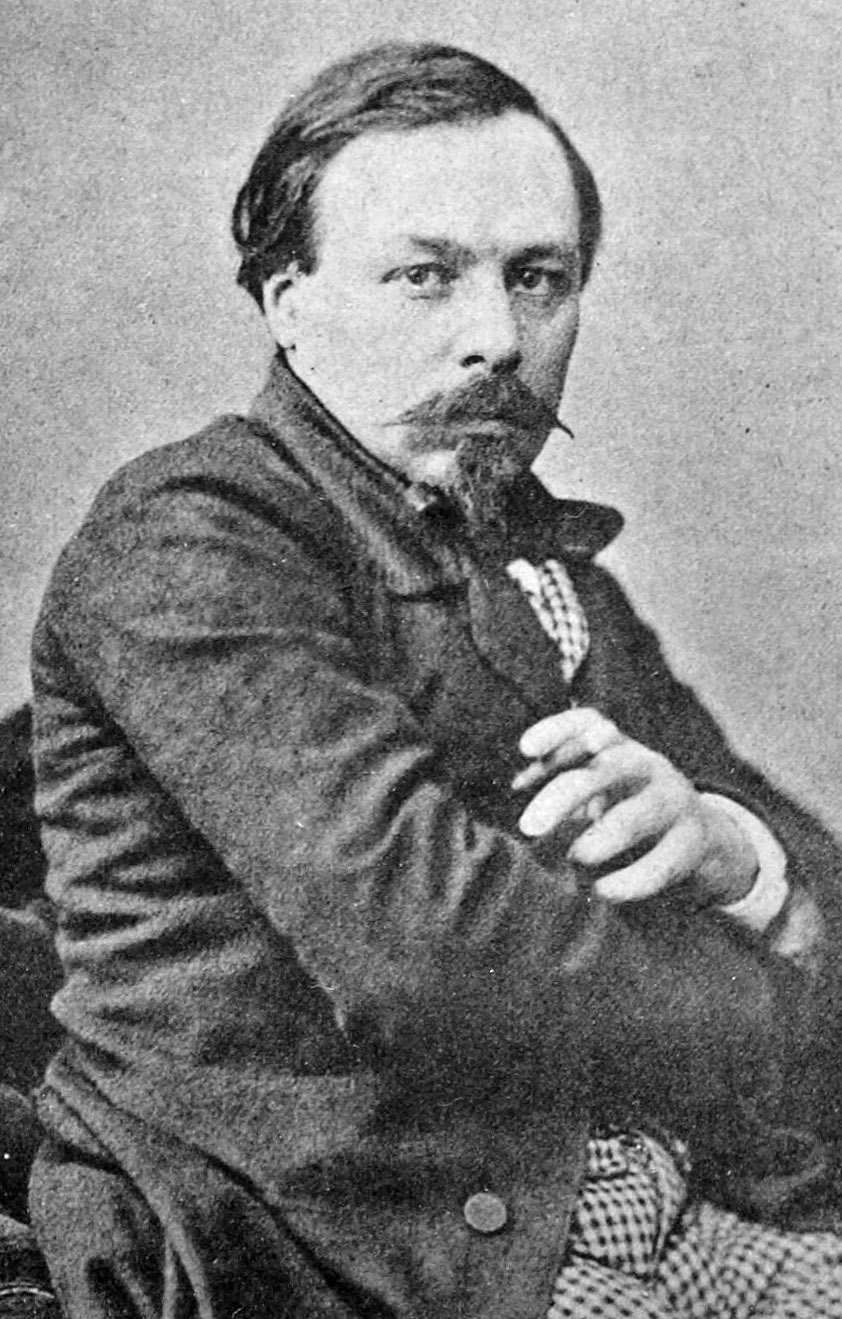
Michel Carré, 1872

Michel Carré (* 20. Oktober 1821 in Besançon, Département Doubs; † 27. Juni 1872 in Argenteuil, Département Val-d’Oise) war ein französischer Librettist.

## Leben
Carré stammt aus einer Künstlerfamilie; er war u. a. der Vater des Regisseurs Michel Carré und Onkel des Schauspielers Albert Carré.

## Rezeption
Carré schuf eine Vielzahl von Libretti, die meisten in Zusammenarbeit mit Jules Barbier. Aber auch eigene Theaterstücke konnte Carré veröffentlichen; allerdings nicht so erfolgreich wie die ersteren.

## Werke (Auswahl)
Libretti

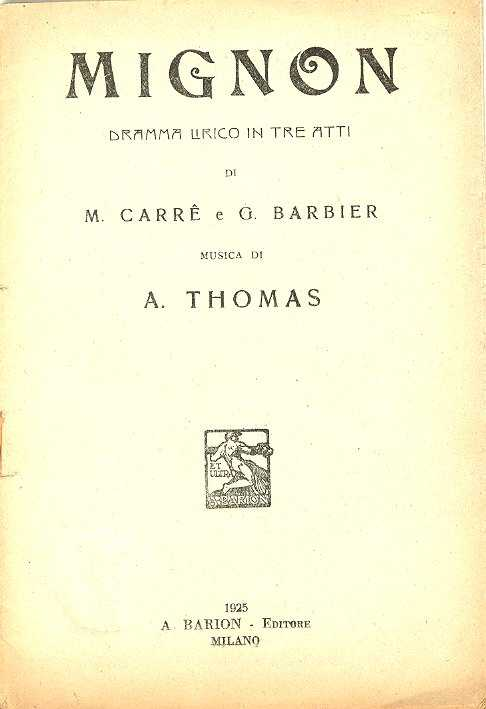
Libretto zu „Mignon“. Herausgeber Attilio Barion, Mailand 1925.

- Jacques Offenbach: Die Verlobung bei der Laterne. 1857 (zusammen mit Léon Battu).
- Georges Bizet: Les pêcheurs de perles. 1863.
- Ambroise Thomas: Hamlet. 1865 (zusammen mit Jules Barbier).
- Ambroise Thomas: Mignon. 1866 (zusammen mit Jules Barbier).
- Charles Gounod: Faust (zusammen mit Jules Barbier).
- Charles Gounod: Roméo et Juliette. 1867 (zusammen mit Jules Barbier).

Theaterstücke
- Les contes d’Hoffmann (1851). Das Stück bildete die Grundlage für das Libretto von Jacques Offenbachs Hoffmanns Erzählungen.[1]